# 迪拉瓦港
迪拉瓦港是一座位於緬甸最大城市仰光南方25公里處的深水國際港。該港為配合由日本國際協力機構、三菱商事、丸紅商事以及住友商事等日本企業開發的迪拉瓦經濟特區而興建的，並由和記港口集團（Hutchison Port Holdings）負責整體港口的營運。迪拉瓦港可以在每日24小時並終年無休的方式營運。

## 概要

### 泊位
- 泊位數量：5
- 最大吃水：9公尺
- 潮汐變化：每天兩次（潮差：4.5公尺到5.5公尺）
- 泊位長度：遊船可以停靠長約260公尺
- 港口貨物取擷：可

### 交通資訊
- 最近的機場：仰光國際機場
- 距離最近機場：約50公里（1小時車程）
- 前往機場方式：自駕車
- 乘客可以步行到鎮聚落：否
- 距離仰光市區：25=公里
- 計程車與出租車服務：有
- 碼頭的公共交通：無

## 外部連結
- 迪拉瓦港官方網站 （页面存档备份，存于）

16°39′41″N 96°15′27″E / 16.66139°N 96.25750°E